# Ləkit
Ləkit è un comune dell'Azerbaigian situato nel distretto di Qax. Conta una popolazione di 1 510 abitanti.